# Pandanus augustianus
Pandanus augustianus là một loài thực vật có hoa trong họ Dứa dại. Loài này được L.Linden & Rodigas miêu tả khoa học đầu tiên năm 1886.